# Clockstoppers
Clockstoppers (Nederlands: klokstoppers) is een Amerikaanse film van Nickelodeon Movies uit 2002. De regie was in handen van Jonathan Frakes en de film werd gedistribueerd door Paramount Pictures.

## Verhaal
De film begint op de luchthaven. Earl Dopler kan geen plaats meer krijgen op een vliegtuig dat gaat vertrekken maar gaat toch gehaast door de controle. In de vertrekhal geeft hij een man die met zijn gezin op vakantie gaat een pak geld voor diens plaats op het vliegtuig. Boven op de trap naar het toestel wordt hij plots achteruit gezogen, door de luchthaven tot in een bestelwagen waar zijn horloge wordt afgenomen.
Zak Gibbs is een schooljongen die zijn zinnen heeft gezet op een tweedehands Ford Mustang. Zijn vader is een wetenschapper en leraar op zijn school en heeft geen tijd om hem met de Mustang te helpen. Earl Dopler is een collega en oud-student van hem en heeft hem om hulp gevraagd en daarbij een horloge opgestuurd dat hij in een doosje opbergt alvorens naar een conventie te vertrekken.
Zaks zus Kelly stoot het doosje om en gooit het horloge bij de oude rommel waar Zak het vindt en meeneemt. Zak heeft intussen Francesca ontmoet, de dochter van een Venezolaans diplomaat. Zij nodigt hem bij haar thuis uit waar Zak het horloge om zijn pols doet. Hij drukt op een van de knopjes en activeert daarmee de zogenaamde hypertijd. Die zorgt ervoor dat zijn moleculen zo snel bewegen dat de rest van de wereld bijna stilstaat. Het lijkt in feite alsof de tijd stil staat.
Als eerst Zak en vervolgens ook Francesca doorhebben wat er gebeurd gaan ze het horloge gebruiken om mensen op straat een peer te stoven. Om niet te laat thuis te komen fietst Zak die avond naar huis in hypertijd. Thuisgekomen ziet hij binnen zaklampen bewegen. Hij beseft dat dat betekent dat nog anderen dan hij zich in hypertijd bevinden en sluipt naar binnen. Als hij gezien wordt vlucht hij naar buiten waar hij door Dopler in een bestelwagen wordt gesleurd.
Dopler helpt hem te starten en ze scheuren weg. Ze worden achtervolgd door twee van de inbrekers. Er volgt een dolle rit doorheen het stilstaande verkeer. Op een bepaald moment wordt de hypertijd uitgezet en moeten ze wild uitwijken voor de andere auto's die weer bewegen. Dan worden de achtervolgers geblokkeerd door een vrachtwagen. In de bestelwagen probeert Dopler Zaks horloge af te nemen waarbij hij na een bruuske beweging uit de wagen valt. Dan moet Zak op een brug uitwijken voor een tegenligger. Daarbij vliegt hij over de reling in het water onder de brug. Dopler roept nog dat het horloge niet nat mag worden maar Zak is bewusteloos en zijn pols zakt onder water.
Als Zak wakker wordt in het ziekenhuis ziet hij door het raam de achtervolgers net binnenkomen. Zowel zij als Zak gaan in hypertijd. Zak trekt het uniform van een agent aan en vlucht. Omdat de politie denkt dat hij de bestelwagen waarin hij reed gestolen had wordt een opsporingsbericht verspreid. Zak wil nu zijn vader om hulp vragen en vraagt Francesca om haar auto te lenen. Francesca gaat echter met hem mee.
In het hotel vinden ze echter Dopler in plaats van Zaks vader. Dopler heeft de hypertijd-technologie ontwikkeld voor het bedrijf Quantum Tech (QT) in opdracht van de NSA. Die NSA beseft dat hypertime ook tegen de VS kan gebruikt worden en annuleert de ontwikkeling zonder te weten dat het al werkt. De baas van QT, Henry Gates, dwong Dopler om de laatste fout weg te werken: de versnelde veroudering als men lange tijd in hypertijd is. Gates is te weten gekomen dat Dopler Zaks vader om deskundige hulp heeft gevraagd en heeft nu de "student" vervangen door de "leraar".
Ze gaan nu naar het QT-gebouw. Zak en Francesca gaan via de verluchting in hypertijd naar binnen. Dopler heeft schrik en gaat niet mee verder. Met paintballpistolen gevuld met stikstof - dat moleculen vertraagt en zo iemand uit hypertijd gooit - schakelen ze de bewakers uit. Uiteindelijk worden ze toch gepakt en bij Zaks vader opgesloten. Ze bedenken een plan om te ontsnappen waarbij Zak in hypertijd in hypertijd gaat. Hierdoor beweegt hij zo snel dat hij door de celmuur kan stappen.
Ondertussen komt buiten ook de NSA aan om al het onderzoeksmateriaal in beslag te nemen. Gates weigert hen echter de toegang waarop de agenten een bestorming beginnen. Om tijd te winnen brengt Gates het hele domein in hypertijd. Nu Zak uit de cel is zet hij een leiding stikstof naar de cel open. Daar laat Zaks vader de stikstoftank ontploffen, waardoor ze ontsnappen en al Gates' mannen en de NSA-agenten uit hypertijd gaan. Gates zelf is echter nog niet verslagen en hij schiet Francesca uit de hypertijd. Hij wil hetzelfde doen met Zak en diens vader maar dan komt plots Dopler terug om te helpen. Hij schiet Gates uit hypertijd waarop die door de NSA wordt gearresteerd.
Dopler, die door zijn lange verblijf in hypertijd sterk verouderde, gebruikt een uitvinding van Zaks vader om terug te verjongen. Hij verjongt echter te ver en wordt terug een tiener. In de slotscène heeft Zak zijn Mustang gekocht en samen met Francesca en Dopler vertrekt hij voor een testrit. Als een politiewagen achter hen aankomt gaan ze in hypertijd om die af te schudden.

## Rolbezetting
| Acteur               | Personage                    |
| -------------------- | ---------------------------- |
| Jesse Bradford       | Zak Gibbs                    |
| French Stewart       | dr. Earl Dopler              |
| Paula Garcés         | Francesca                    |
| Michael Biehn        | Henry Gates                  |
| Robin Thomas         | dr. Gibbs                    |
| Garikayi Mutambirwa  | Meeker                       |
| Jolia Sweetney       | Jenny Gibbs                  |
| Linze Letherman      | Kelly Gibbs                  |
| Jasen Winston George | Richard                      |
| Linda Kim            | Jay                          |
| Ken Jenkins          | NSA-agent Moore              |
| Esperanza Catubig    | lokketbediende luchthaven    |
| Jennifer Manley      | veiligheidsagente luchthaven |
| Scott Thomson        | man vakantiegangers          |
| Deborah Rawlings     | vrouw vakantiegangers        |